# Walter Timmling

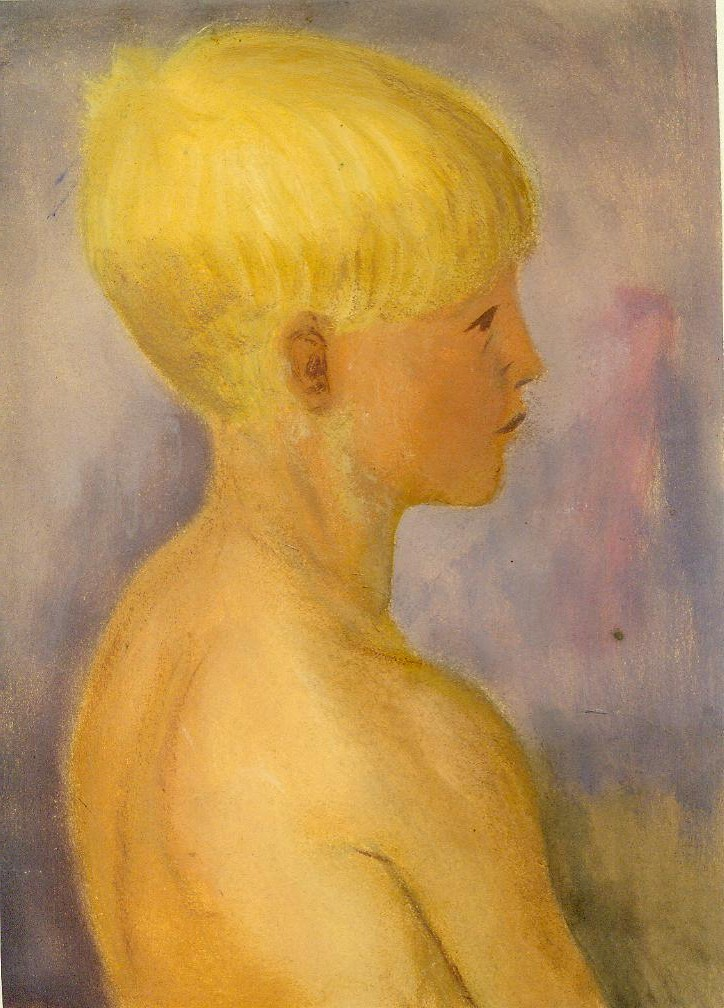
Knabenbildnis (ca. 1920)

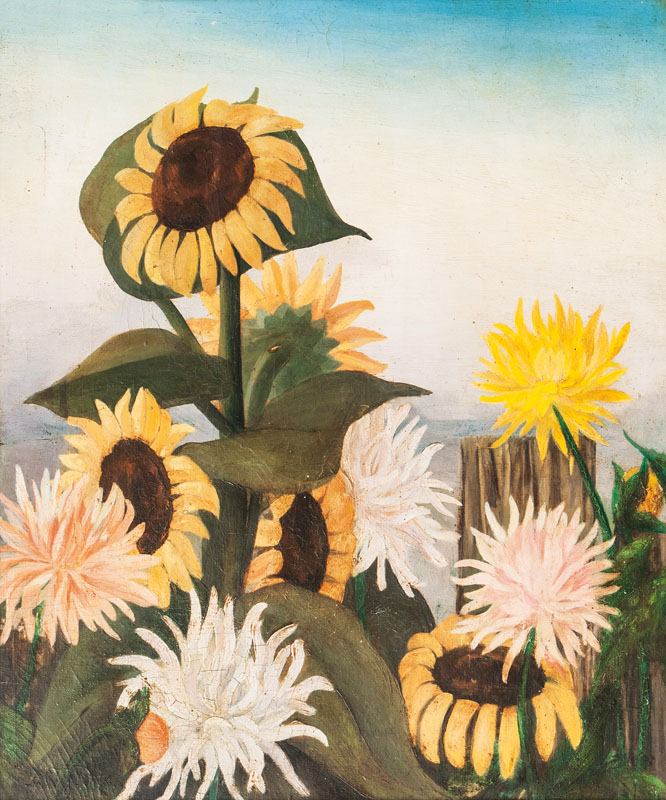
Spätsommer (1934)

Walter Timmling (* 23. Juli 1897 in Grimma; † 14. Juni 1948 in Pirna) war ein deutscher Kunsthistoriker und Maler. Er gilt als Vertreter der Neuen Sachlichkeit. 

## Leben
Walter Timmling studierte bei Paul Frankl in Halle Kunstgeschichte und wurde 1924 promoviert. An der Dresdner Kunstakademie war er Schüler von Otto Dix. Bekannt wurde er durch seine beiden Nachschlagewerke Kunstgeschichte und Kunstwissenschaft und Die Kunstliteratur der neuesten Zeit. Ein unparteiischer Führer. 
Timmlings Themenkreis als Maler waren Knaben, Blumen, Geisteskranke, Landschaften, Engel. 
Das Dresdner Adressbuch verzeichnet ihn bis 1938 in der Antonstraße 14. 1938 wurde er wegen Päderastie zu fünf Jahren Zuchthaus und anschließender Sicherungsverwahrung verurteilt und aus der Reichskammer der bildenden Künste ausgeschlossen. In dieser Zeit entstanden etliche Bilder mit den Themen Geisteskranke und Engel. 1945 wurde ein Großteil seiner Bilder in seinem Atelier in Dresden durch den Bombenangriff vernichtet. Von 1946 bis 1948 lebte und arbeitete er in Weesenstein. Er war verheiratet mit der Kunsthistorikerin Charlotte Timmling.

## Öffentliche Sammlungen mit Bildern Timmlings (mutmaßlich unvollständig)
- Kunstmuseum Schloss Weesenstein
- Städtische Museen Jena (Romantikerhaus)
- Kunsthalle zu Kiel

## Teilnahme an Ausstellungen in der Zeit des Nationalsozialismus
- 1933: Berlin und Chemnitz, König-Albert-Museum („Die Gemeinschaft“)
- 1934: Dresden, Brühlsche Terrasse („Sächsische Aquarell-Ausstellung“)
- 1934: Dresden, Brühlsche Terrasse („Sächsische Kunstausstellung“)
- 1936: Dresden, Brühlsche Terrasse und Städtische Kunsthalle („Kunstausstellung Dresden“)
- 1937: Hannover, Künstlerhaus („105. Große Frühjahrsausstellung“)

## Schriften
- Theoretische Untersuchungen über die Malerei. Dissertation, Universität Halle, 7. Mai 1924 (maschinenschriftlich, ein Exemplar in der Staatsbibliothek zu Berlin nachweisbar: Signatur MS 24/4497).
- Stilgattungen und Stilarten. Mitbericht. In: Zeitschrift für Ästhetik und allgemeine Kunstwissenschaft, Jg. 19 (1925), S. 109–112.
- Kunstgeschichte und Kunstwissenschaft. (= Kleine Literaturführer, Bd. 6). Koehler & Volckmar, Leipzig 1923.
- Topik der Kunst. In: Die Baulaterne, Jg. 1, Heft 4, April 1925.
- Der Bote Matthias Claudius. Eine neue Auswahl aus seinen religiösen Schriften, zusammengestellt von Walter Timmling. Eckart-Verlag, Berlin 1927.
- Die Kunstliteratur der neuesten Zeit. Ein unparteiischer Führer (= Nachtrag zu Koehler & Volckmar's Literaturführer, Bd. 6: Kunstgeschichte und Kunstwissenschaft). Koehler & Volckmar, Leipzig 1928.
- mit Hermann Ulrich: Film: Kitsch, Kunst, Propaganda (= Der Damm. Oldenburger Schriften 1). Schulzesche Verlagsbuchhandlung R. Schwartz, Oldenburg 1933.
- Zur „Theologie“ des Kriminalromans. Zugleich ein grundsätzlicher Versuch über Kunst und Kitsch. In: Eckart. Blätter für evangelische Geisteskultur, Jg. 8 (1932), S. 390–394.
- Prolegomena zur Theologie der Künste. In: Monatsschrift für Pastoraltheologie, Jg. 38 (1948/49), Heft 2, S. 66–76 (Volltext).